# Han-Câșla, Odesa
Han-Câșla (în ucraineană Удобне, transliterat: Udobne) este un sat în raionul Odesa, regiunea Odesa, Ucraina.

## Demografie
Componența lingvistică a comunei Han-Câșla
     Ucraineană (91,88%)
     Română (4,78%)
     Rusă (3,03%)
     Alte limbi (0,15%)
Conform recensământului din 2001, majoritatea populației comunei Han-Câșla era vorbitoare de ucraineană (91,88%), existând în minoritate și vorbitori de română (4,78%) și rusă (3,03%).